# Pesca con palangre

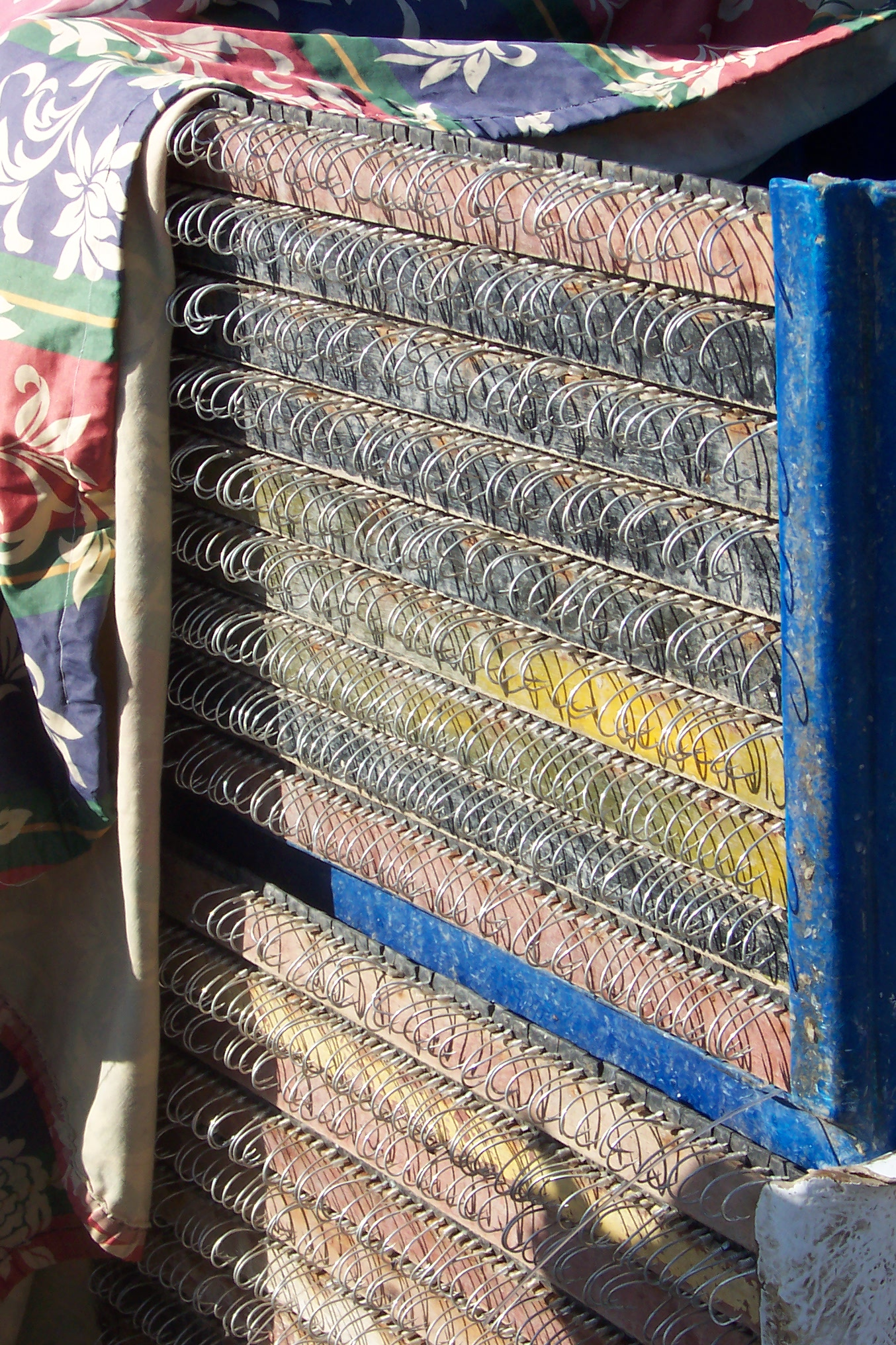
Palangre recogido en el puerto de Llansá.

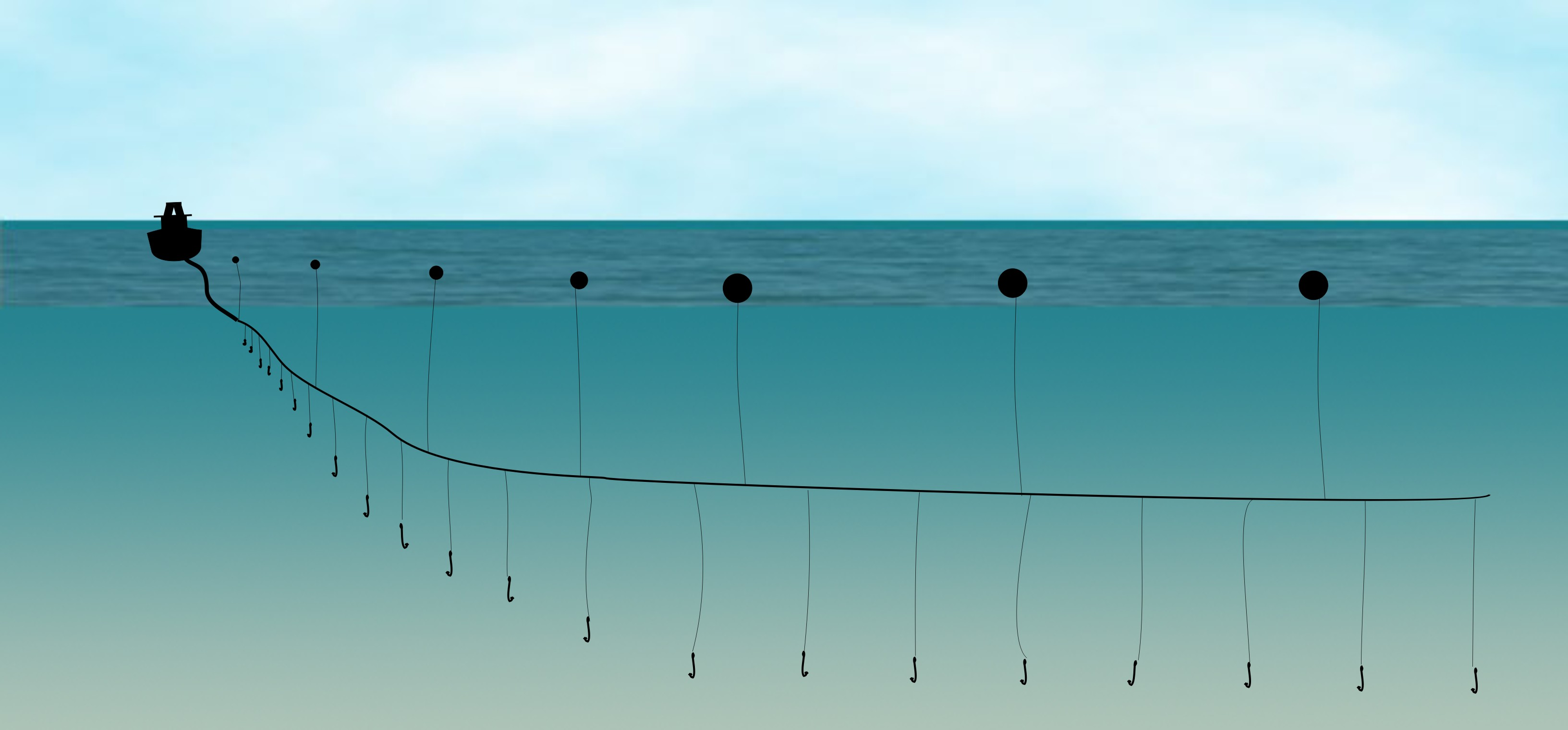
Esquema estructural en funcionamiento

Se denomina palangre a un tipo de aparejo utilizado en la pesca artesanal. El palangre de fondo reposa sobre el lecho marino. El palangre pelágico, o de superficie, flota a la deriva en el mar. 
De manera análoga al espinel, en el cual se atan brazoladas a una línea madre, el palangre está formado por un elemento flotante con forma de toro, del cual se sostienen brazoladas (normalmente un hilo plástico) en cuyos extremos penden los anzuelos, con medidas que varían según las capturas (peces) buscadas.
Existen en el mundo varios tipos de pesca con palangre. La pesca de palangre consiste en una línea única y principal ramificada con líneas de anzuelos conectadas a ella. Su armado depende del sitio donde se encuentre el pez a atrapar.

## Pesca con retenida
Consiste en una línea de monofilamento (palangre) de 2 a 5 mm, unida a cabos de polipropileno (retenida) de 15 a 20 mm, que la sustentan para que no se corte. La línea lleva anzuelos y es usada en profundidades de 8 a 1000 m para capturar especies como merluza austral, bacalao de profundidad, etc.